# Dasypogon lebasii
Dasypogon lebasii är en tvåvingeart som beskrevs av Macquart 1838. Dasypogon lebasii ingår i släktet Dasypogon och familjen rovflugor. Inga underarter finns listade i Catalogue of Life.